# Азамай
 Азамай  — деревня в Глазовском районе Удмуртии в составе сельского поселения Штанигуртское.

## География
Находится в 5 км на юго-запад от южной окраины центра района города Глазов.

## История
Известна с 1802 года как деревня Азамаевская с 6 дворами крещёных удмуртов. В 1873 году здесь (Азамаевская или Азамаево) дворов 15 и жителей 131, в 1905 (Азомой) 42 и 364, в 1924 (уже Азамай) 55 и 315 (преимущественно удмурты). Работал колхоз им. Ленина.

## Население
Постоянное население составляло 28 человек (русские 46 %, удмурты 54 %) в 2002 году, 55 в 2012.